# Libelluloidea
Libelluloidea là một liên họ chuồn chuồn ngô.

## Hình ảnh

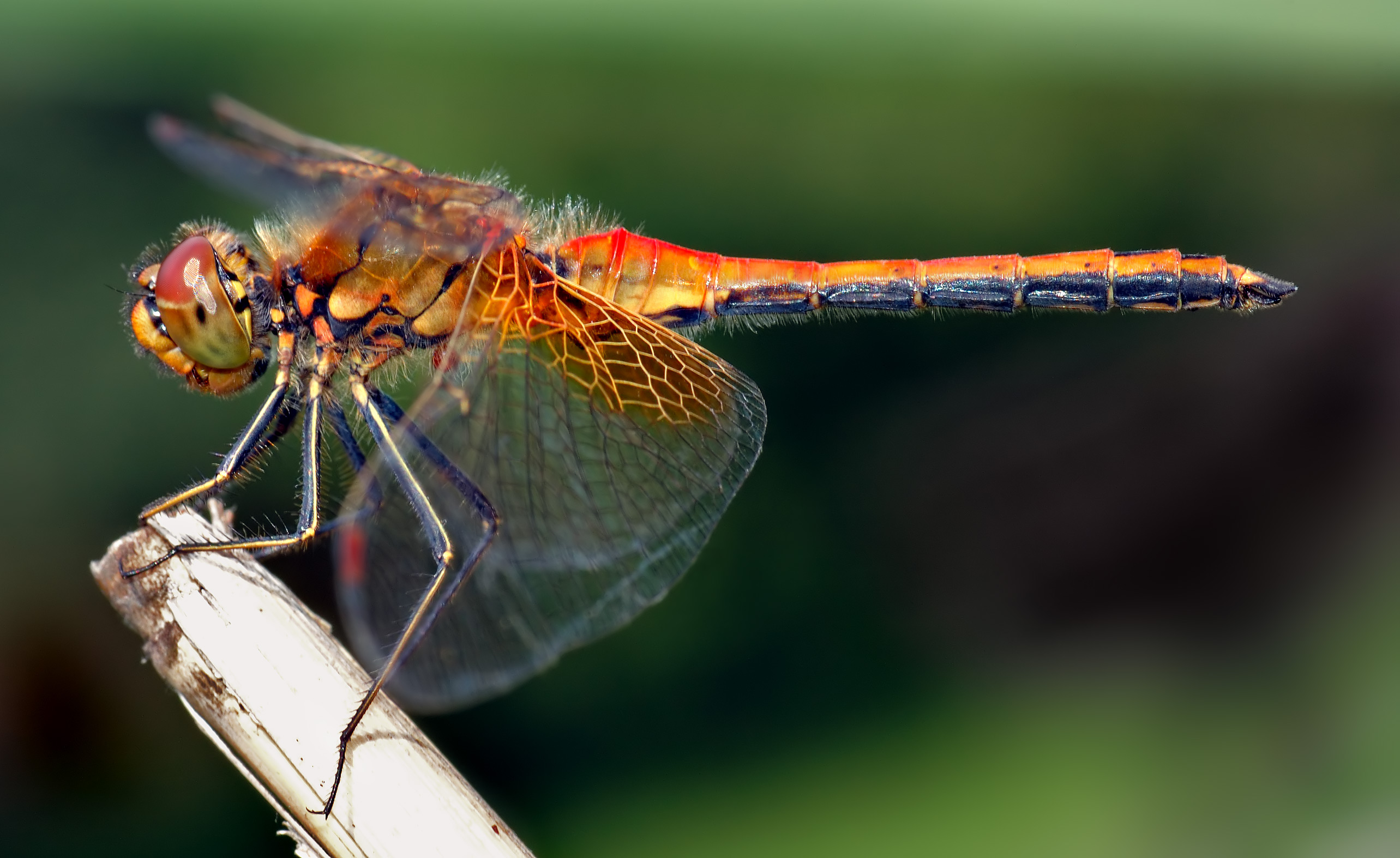
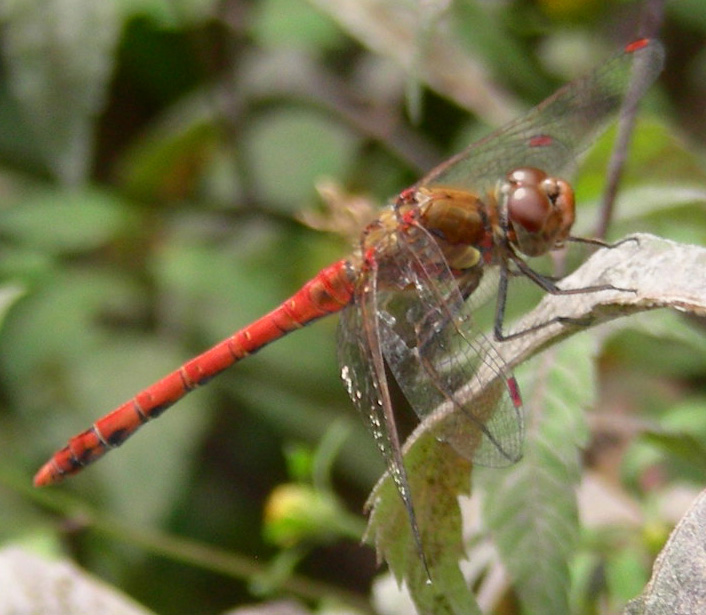

## Families
- Cordulephyidae
- Corduliidae
- Libellulidae
- Synthemistidae